# Muzeul Orășenesc din Tășnad
Muzeul Orășenesc din Tășnad este un muzeu județean din Tășnad, amplasat în Str. N. Iorga nr. 6. Castelul Cserey-Fischer a fost reconstruit în a doua jumătate a sec. al XVII-lea (1771),vechea clădire având o funcție rezidențială boierească. Funcționează ca muzeu începând cu anul 1978. Sunt valorificate expozițional piese de arheologie: unelte începând cu epoca pietrei șlefuite; etnografie: unelte agricole, textile de interior, costume, ceramică.
Clădirea muzeului este declarată monument istoric, având codul SM-II-m-B-05359. 